# Rocyan
Rocyan Fernando Santiago Mendonça (* 10. Januar 2000 in Ourinhos) ist ein brasilianischer Fußballspieler.

## Karriere
Rocyan spielte bis 2018 in der Jugend vom Grêmio FBPA in Porto Alegre. Zur Saison 2018/19 wechselte er zum österreichischen Zweitligisten SC Austria Lustenau. Nachdem Grêmio Protest gegen den Wechsel eingelegt hatte, erhielt Rocyan erst im September 2018 eine Spielberechtigung.
Daraufhin debütierte er im selben Monat in der 2. Liga, als er am siebten Spieltag jener Saison gegen den FC Blau-Weiß Linz in der Startelf stand und in der Halbzeitpause durch Daniel Tiefenbach ersetzt wurde. Nach der Saison 2018/19 verließ er Lustenau. Nach einem erfolglosen Probetraining beim deutschen Fünftligisten Stuttgarter Kickers wechselte er im Frühjahr 2020 zurück nach Brasilien und schloss sich dem Erstligisten Atlético Mineiro an. Hier kam 2020 nur in den Nachwuchswettbewerben zu Einsätzen.
Nachdem sein Kontrakt mit Atlético ausgelaufen war, gab der unterklassige Betim Futebol aus Betim im März 2022 die Verpflichtung von Rocyan bekannt.

## Erfolge
Atlético Mineiro
- Brasilianischer Meister U–20: 2020